# Флавий Домиций Леонтий
Флавий Домиций Леонтий (лат. Flavius Domitius Leontius) — государственный деятель Римской империи первой половины IV века, консул 344 года.

## Биография
Леонтий происходил, вероятно, из Бейрута, где ему была поставлена статуя.
Возможно, он был викарием на востоке империи в 338 году, при префекте претория Септимии Ациндине. В 340—344 годах Леонтий занимал пост префекта претория Востока. В 344 году он был назначен консулом. В начале года его коллегой был сделан Флавий Боноз (который признавался только на западе империи), а с мая вторым консулом на западе был признан восточный консул Флавий Юлий Саллюстий.